# فيليكس أديركا
فيليكس أديركا (باللغة الرومانية: Felix Aderca) (1891 – 1962)، شاعر وروائي وصحفي وناقد وكاتب مسرحي روماني، يمثل التمرد الحداثي في الأدب الروماني.
بقربه من دائرة مجلة سبوراتورول الأدبية، وصداقته المقربة من مؤسسها يوجين لوفينسكو، ساهم أديركا في ترويج أفكار الابتكار الأدبي والأدب الكوني الشامل ومبدأ الفن لأجل الفن، كرد فعل ضد نمو التيارات التقليدية في الأدب. تتراوح أعماله الأدبية بين الأدب الخيالي، وكذلك الصبغة التعبيرية عي تقنيات السرد التقليدي، وكذلك رواياته النفسية والسيرة الذاتية.
تعرض أديركا للاضطهاد من قبل الأنظمة الفاشية المتعاقبة قبل وأثناء الحرب العالمية الثانية، لانتمائه إلى المجتمع اليهودي الروماني ومعاداته الصريحة لمعاداة السامية. بعد الحرب استأنف نشاطه الأدبي لكنه فشل في التكيف مع المتطلبات التي وضعها النظام الشيوعي، وعاش آخر سنواته في انعزال.

## وصلات خارجية
- فيليكس أديركا  على قاعدة بيانات الخيال التأملي على الإنترنت